# Wiedemannia simplex
Wiedemannia simplex är en tvåvingeart som beskrevs av Friedrich Hermann Loew 1862. Wiedemannia simplex ingår i släktet Wiedemannia och familjen dansflugor. Inga underarter finns listade i Catalogue of Life.